# ABSワイドゆう
ABSワイドゆう（エイビーエスワイドゆう）は、1994年（平成6年）10月3日から2006年（平成18年）3月24日まで、秋田放送（ABS）で放送されていた夕方ワイド番組。
なお、毎日放送でかつて放送された『ワイドYOU』との直接の関係はない。

## 出演者

### MC
最終週、放送時点
- 月曜日：井関裕貴・松井梨絵子
- 火〜水曜日：井関裕貴・物袋綾子
- 木〜金曜日：加藤隆弘・高橋美樹

担当時期不明だがMC担当経験者
- 柳沼慎一
- 松浦大悟
- 鍋倉美保

### インフォメーション
- 阿部律子（フリーアナウンサー）
- 宮野さおり（元FM秋田アナウンサー）
- 長谷川真弓（フリーアナウンサー）

### その他
いずれも当時秋田放送アナウンサー
- 菅原実（ニュースコーナー・『プラス1あきた』キャスター）
- 太田真希
- 村野涼子
- 石川恵美
- 原志保
- 柳本雪絵
- 遠藤里沙
- 松本龍

## 中継
以前はアトリオンで中継を行っていたが、番組後期にはイオン秋田ショッピングセンター、東日本旅客鉄道（JR東日本）秋田駅併設のトピコなどでも行われていた。
その影響もあって、毎月最終金曜日は、秋田新幹線こまちで繋がれている隣の岩手県のテレビ岩手とマイクロ回線を使って、『いわて特盛!5きげんテレビ』と共同で「5きげんこまち通信」というコーナーを設け、お互いの県の情報を交換し合った。また、同様に2005年4月より、青森放送の夕方ワイド『@なまてれ』とも中継を結ぶ「@ゆう・なまてれ」というコーナーを毎月第1・第2金曜日に設けて情報交換を行った。

### 中継担当
- マッキー
- 宇奈月満
- 多可亨子
- 佐藤美知子（当時秋田放送アナウンサー。秋田ステーションデパート「トピコ」中継担当、初回・アトリオン中継担当）
- 長谷川真弓（フリーアナウンサー）らが居る。

## 番組コーナー

### 中継クイズコーナー
- 晩のおかずは知っテレフォン（出演者が中継先から電話をかけ晩御飯を当てるというコーナー）

### 参加型クイズ
- 開始当初から視聴者参加型のクイズを行っている。（市町村発おばんですクイズ1994年→いきなりクイズ→お待たせクイズ→キーワードクイズ(2004年)→当たっておくれ!!諭吉さんクイズ(2005年〜)）
  - 市町村発おばんですクイズでは、県内69市町村（当時）から問題が出題されスタジオから電話をかけて参加するものであった。
  - 当たっておくれ諭吉さんクイズは、電話番号の末尾を毎日変えて行っている。「A」「B」「S」の3つの箱のどれかに1万円が入っており、当たった視聴者が選ぶ。1万円以外にも、ロールペーパー、足つぼマッサージ・タオルなどが必ず入っており、その当てた賞品が当たった視聴者のもとへ後日送られる。ちなみに諭吉さんクイズ第1回（4月4日）は「A」の箱で1万円を当てた。